# Oribatula contracta
Oribatula contracta är en kvalsterart som först beskrevs av Grobler 1994.  Oribatula contracta ingår i släktet Oribatula och familjen Oribatulidae. Inga underarter finns listade i Catalogue of Life.